# Linus Hallenius
Linus Hallenius, né le 1er avril 1989 à Sundsvall, est un footballeur suédois. Il évolue au poste d'attaquant avec le club du APOEL Nicosie.

## Biographie
Linus Hallenius évolue en Suède, en Suisse et en Italie.
En 2010 il est deuxième du Prix Puskás.
Il inscrit huit buts en première division suédoise lors de la saison 2017. 
Le 13 août 2018, lors d'un match d'Allsvenskan face au Trelleborgs FF, il inscrit un triplé qui permet à son équipe du GIF Sundsvall d'obtenir une large victoire à l'extérieur (1-6). 

## Palmarès
- Champion de Suède de D2 en 2014 avec Hammarby